# Adrenodoksyna
Adrenodoksyna – białko z grupy ferredoksyn biorące udział w transporcie elektronów z NADPH na cytochrom P450 w mitochondrium. Adrenodoksyna zawiera jony żelaza związane z siarczkami.